# Lijst van bezittingen van The Walt Disney Company
Dit is een lijst van bezittingen van The Walt Disney Company.

## Walt Disney Studio Entertainment
- Walt Disney Studios
  - Walt Disney Pictures
  - Walt Disney Feature Animation
  - Pixar Animation Studios
  - Disney Nature
- Buena Vista Motion Pictures Group
  - Touchstone Pictures
  - Hollywood Pictures
  - Caravan Pictures
  - Miramax Films
- Marvel Entertainment
- Lucasfilm
- 20th Century Fox

### Filmdistributie
- Buena Vista Distribution
- Buena Vista Home Entertainment
- Buena Vista International

### Muzieklabels
- Walt Disney Records
- Mammoth Records
- Lyric Street Records
- Hollywood Records

## Walt Disney Parks, Experiences and Consumer Products

### Themaparken
- Disneyland Resort (Anaheim, Californië)
  - Disneyland (1955)
  - Disney California Adventure Park (2001)
- Walt Disney World Resort (Orlando, Florida)
  - Magic Kingdom (1971)
  - Epcot (1982)
  - Disney's Hollywood Studios (1989)
  - Disney's Animal Kingdom (1998)
- Tokyo Disney Resort (Urayasu, Japan)
  - Tokyo Disneyland (1983)
  - Tokyo DisneySea (2001)
- Disneyland Paris (Marne-la-Vallée, Frankrijk)
  - Disneyland Park (1992)
  - Walt Disney Studios Park (2001)
- Hong Kong Disneyland Resort (Hongkong)
  - Hong Kong Disneyland (2005)
- Shanghai Disney Resort (Shanghai)
  - Shanghai Disneyland (2016)

#### Waterparken
- Walt Disney World Resort, Orlando, Florida
  - River Country, geopend in 1976, gesloten in 2001, gesloopt in 2019
  - Typhoon Lagoon, geopend in 1989
  - Blizzard Beach, geopend in 1994

#### Hotels en woongebieden
- Celebration, Florida
- Disneyland Resort, Anaheim, Californië
  - Disneyland Hotel of Anaheim
  - Disney's Grand Californian Hotel
  - Disney's Paradise Pier Hotel
- Walt Disney World Resort, Lake Buena Vista, Florida
  - Disney's Grand Floridian Resort en Spa
  - Disney's Contemporary Hotel
  - Disney's All Stars Resort
    - Movies Hotel
    - Music Hotel
    - Sport Hotel

  - Disney's Pop Century Hotel
  - Disney's Carribean Beach Hotel
  - Disney's Coronado Springs Hotel
  - Disney's Port Orleans Resort
    - French Quarter Hotel
    - Riverside Hotel

  - Disney's Animal Kingdom Lodge Hotel
  - Disney's Beach and Yacht Hotel
  - Disney's Boardwalk Inn Hotel
  - Disney's Polynesian Hotel
  - Disney's Wilderness Lodge
  - Disney's Vacation Club
    - Beach Club Villas
    - Boardwalk Villas
    - Fort Wilderness Campground
    - Old Key West
    - Saratoga Springs Spa
    - Wilderness Lodge Villas
- Tokyo Disney Resort, Urayasu, Japan
  - Disney's Ambassador Hotel
  - Disney's Hotel MiraCosta
  - Tokyo Disneyland Hotel
  - Tokyo Disney Resort Toy Story Hotel
  - Tokyo Disney Celebration Hotel
- Disneyland Paris, Parijs, Frankrijk
  - Disneyland Hotel of Paris
  - Disney's Hotel New York
  - Disney's Newport Bay Club
  - Disney's Sequoia Lodge
  - Disney's Hotel Cheyenne
  - Disney's Hotel Santa Fe
  - Disney's Davy Crockett Ranch
- Hong Kong Disneyland Resort, Hongkong
  - Disneyland Hotel of Hong Kong
  - Disney's Hollywood Hotel
- Shanghai Disney Resort, Shanghai
  - Shanghai Disneyland Hotel
  - Toy Story Hotel

### Reizen
- Disney Cruise Line
  - Disney Magic
  - Disney Wonder (schip, 1999)
  - Disney Dream (schip, 2011)
  - Disney Fantasy (schip, 2012)
  - Disney Wish (schip, 2022)
  - Disney Treasure (schip, 2024)
  - Disney Destiny (schip, 2025)
  - Disney Adventure (schip, 2025)

### Ontwerpen
- Walt Disney Imagineering
- WED Corporation

## Walt Disney Media Networks
- ABC, waaronder ook ABC Television Studio en 8 lokale stations.
- ESPN (80%)
- A&E groep, waaronder History Channel valt (50%)
- Disney Channel
- Toon Disney
- SoapNet
- Radio Disney
- FX Networks
- National Geographic (73%)
- Disney+

## Walt Disney Consumer Products
- Muppets
- Hyperion Publishing
- elf grote, lokale kranten

### Lifestylebladen
- Jane
- Los Angeles Magazine
- Discover
- Us

## Overige

### Vastgoed
- Reedy Creek Improvement District, Florida
  - Bay Lake, Florida
  - Lake Buena Vista, Florida
- Castaway Cay, privé-eiland op de Bahama's
- Lookout Cay at Lighthouse Point